# L'arca di Noè (brano musicale)
L'arca di Noè è un brano musicale scritto dal cantautore Sergio Endrigo, la canzone fu presentata dall'autore e da Iva Zanicchi al Festival di Sanremo 1970. Fu pubblicato dalla Zanicchi nel singolo L'arca di Noè/Aria di settembre e da Endrigo in L'arca di Noè/Dall'America con arrangiamento di Luis Enriquez Bacalov.

## Testo e significato
Endrigo con questo brano affronta una tematica centrale della modernità: la questione ecologica.
L’incipit del brano non lascia spazio a dubbi interpretativi: l’equilibrio naturale è stato infranto, è in corso un grave processo degenerativo apparentemente irreversibile.
Tuttavia Endrigo con la frase Sarà come l’Arca di Noè vuole esprimere un senso di fraternità cosmica che rigenera e su quell’arca, ultimo baluardo ai bordi dell’abisso, il poeta vede uniti un cane, un gatto e due persone senza nome, "io e te", ovvero l'io e l'altro da sé, il proprio fratello, i due soggetti attivi della nuova condivisione.
L'artista italiano Ciro Maddaluno nel testo del ritornello ravvisa qualche elemento autobiografico del cantante, che aveva vissuto l'esodo istriano, quando la gente s'imbarcava sulle navi come sull'Arca di Noè.
(Sergio Moretti)
Il brano fu inciso da Endrigo nel 45 giri ed in seguito fu riproposto, lo stesso anno, nell'LP dal vivo omonimo.

## Altre incisioni
1970
- L'arca di Noè/Aria di settembre 45 giri di Iva Zanicchi
- Jimmy Fontana realizzò una versione in spagnolo El Arca De Noe che riscosse un notevole successo in Argentina dove raggiunse il primo posto nelle vendite.[6]
- Quando/L'arca di Noè singolo di Wess

2001
- il brano fu inciso nell'album tributo Canzoni per te - Dedicato a Sergio Endrigo nella versione di Sergio Cammariere

## Altre notizie
A Pola nel 2008 è stato realizzato un monumento da Ciro Maddaluno e dallo scultore Eros Cakic, per ricordare Endrigo. Il gruppo scultoreo è stato collocato in un piccolo parco, diffronte alla casa d'abitazione del poeta cantautore: si tratta di un'Arca di Noè in procinto di salpare.